# Dallas Cowboys 1969
La stagione 1969 dei Dallas Cowboys è stata la 10ª della franchigia nella National Football League. Per la quarta stagione consecutiva la squadra vinse la propria division, venendo sconfitta in finale di conference dai Cleveland Browns.

## Calendario

### Stagione regolare
| Turno | Data       | Avversario             | Risultato | Pubblico |
| ----- | ---------- | ---------------------- | --------- | -------- |
| 1     | 21/9/1969  | St. Louis Cardinals    | V 24–3    | 62,134   |
| 2     | 28/9/1969  | at New Orleans Saints  | V 21–17   | 79,567   |
| 3     | 5/10/1969  | at Philadelphia Eagles | V 38–7    | 60,658   |
| 4     | 12/10/1969 | at Atlanta Falcons     | V 24–17   | 54,833   |
| 5     | 19/10/1969 | Philadelphia Eagles    | V 49–14   | 71,509   |
| 6     | 27/10/1969 | New York Giants        | V 25–3    | 58,964   |
| 7     | 2/11/1969  | at Cleveland Browns    | S 42–10   | 84,850   |
| 8     | 9/11/1969  | New Orleans Saints     | V 33–17   | 68,282   |
| 9     | 16/11/1969 | at Washington Redskins | V 41–28   | 50,474   |
| 10    | 23/11/1969 | at Los Angeles Rams    | S 24–23   | 79,105   |
| 11    | 27/11/1969 | San Francisco 49ers    | P 24–24   | 62,348   |
| 12    | 7/12/1969  | at Pittsburgh Steelers | V 10–7    | 24,990   |
| 13    | 13/12/1969 | Baltimore Colts        | V 27–10   | 63,191   |
| 14    | 21/12/1969 | Washington Redskins    | V 20–10   | 56,924   |

### Playoff
| Turno              | Data              | Avversario       | Risultato | Pubblico |
| ------------------ | ----------------- | ---------------- | --------- | -------- |
| Eastern Conference | December 28, 1969 | Cleveland Browns | S 38–14   | 69,321   |

## Premi
- Calvin Hill:

rookie offensivo dell'anno